# ズデニェク・スヴォボダ
ズデニェク・スヴォボダ（Zdeněk Svoboda、1972年5月20日 - ）は、チェコ (旧チェコスロバキア)・ブルノ出身の元サッカー選手、元サッカー指導者。現役時代のポジションはMF。

## 経歴
国内のクラブを経て1993年にACスパルタ・プラハへ加入し、すぐにレギュラーに定着。2000-01シーズンにはUEFAチャンピオンズリーグのグループステージFCバルセロナ戦にて先制点を挙げたが、試合には1-2で敗れた。スパルタ・プラハでは合計8つものタイトルを獲得し、クラブの黄金期を支えた。
1996年9月6日、アイスランド代表との親善試合でチェコ代表デビューを果たした。また、1997年にはFIFAコンフェデレーションズカップ1997に出場している。